# Habib Chamieh
Juan Habib Chamieh OMM (* 7. Oktober 1966 in Beirut, Libanon) ist ein libanesischer Ordensgeistlicher und Bischof der maronitischen Eparchie des Hl. Scharbel von Buenos Aires.

## Leben
Habib Chamieh trat der Ordensgemeinschaft des Maroniten-Ordens der seligen Jungfrau Maria bei und legte am 7. September 1991 die ewigen Gelübde ab. Chamieh empfing am 14. August 1992 das Sakrament der Priesterweihe.
Am 17. April 2013 ernannte ihn Papst Franziskus zum Titularbischof von Nomentum und bestellte ihn zum Apostolischen Administrator der Eparchie des Hl. Scharbel von Buenos Aires. Die Bischofsweihe spendete ihm der Maronitische Patriarch von Antiochien, Béchara Pierre Kardinal Raï OMM, am 25. Mai desselben Jahres. Mitkonsekratoren waren der emeritierte Bischof der Eparchie des Hl. Scharbel von Buenos Aires, Charbel Georges Merhi CML, und der emeritierte Bischof von Kairo, François Eid OMM.
Am 22. November 2019 ernannte ihn Franziskus zum Bischof der Eparchie des Hl. Scharbel von Buenos Aires. Die Amtseinführung erfolgte am 7. Februar 2021.